# Kanton Châtillon-en-Diois
Der Kanton Châtillon-en-Diois war bis 2015 ein französischer Wahlkreis im Arrondissement Die, im Département Drôme und in der Region Rhône-Alpes; sein Hauptort war Châtillon-en-Diois.
Der sieben Gemeinden umfassende Kanton Châtillon-en-Diois hatte 2049 Einwohner (Stand: 2012), die Fläche betrug 346,87 km².

## Gemeinden
| Gemeinde                       | Einwohner | Fläche in ha |
| ------------------------------ | --------- | ------------ |
| Boulc                          | 101       | 5735         |
| Châtillon-en-Diois (chef-lieu) | 523       | 2802         |
| Glandage                       | 84        | 5211         |
| Lus-la-Croix-Haute             | 437       | 8720         |
| Menglon                        | 355       | 3647         |
| Saint-Roman                    | 136       | 710          |
| Treschenu-Creyers              | 108       | 8204         |